# Risiko!
Risiko! war eine Quizsendung im Nachmittagsprogramm des öffentlich-rechtlichen Fernsehsenders ZDF.
Die Sendung wurde von Kai Böcking moderiert, der durch die Moderation der ARD-Musiksendung Formel Eins bekannt wurde.
Die Kandidaten der Sendung mussten zu einem selbst gewählten Thema spezielle Fragen beantworten. Damit handelt es sich um eine modifizierte Version des Showkonzepts von Der große Preis sowie von Alles oder nichts.
Die Kandidaten durften beruflich nichts mit ihrem Thema zu tun haben, kein themenverwandtes Studium belegt oder Literatur dazu selbst verfasst haben.
Die Sendung startete mit einer Buzzer-Fragerunde mit allen Kandidaten, in der allgemeine, zum Teil aktuelle Fragen gestellt wurden. Wer die meisten Fragen beantworten konnte, erhielt einen „Joker“, das heißt, eine Frage in seinem Themenspiel durfte unbeantwortet bleiben. Wer den gewonnenen Joker nicht benötigte, erhielt ein Jahreslos der Nordwestdeutschen Klassenlotterie (NKL).
Jeder Kandidat musste zu Beginn bekanntgeben, wie viele Runden er zu spielen gedenke. In jeder Runde (= Sendung) bekam er 7 Fragen gestellt. Für die erste Runde (die ersten 7 Fragen) war der Gewinn 1000 Mark (511 Euro), in der zweiten Runde 2000 Mark usw. bis zur siebten Runde 7000 Mark. Es war damit ein Gesamtgewinn von 28000 Mark (plus evtl. das NKL-Los) möglich. Es war ein Alles-Oder-Nichts-Spiel: Wer eine einzige Frage nicht oder falsch beantwortete (und nicht den Joker einsetzen konnte), ging leer aus (bis auf das evtl. erspielte NKL-Los).
Risiko! wurde vom 23. März 1998 bis 20. Dezember 2002 jeweils montags bis freitags im Nachmittagsprogramm des ZDF um 16.15 Uhr ausgestrahlt. In dieser Zeit wurden knapp 800 Folgen produziert.
Aufgezeichnet wurde die Sendung in den Studios von endemol in Kalscheuren, drei Sendungen pro Tag, eine vormittags, zwei nachmittags. Letztendlich wurde ab Mitte 2001 in München aufgezeichnet.
Im November 1998 war Yared Dibaba Kandidat zum Thema „Kaffee“.